# Trichophyton glabrum
Trichophyton glabrum är en svampart som beskrevs av Sabour. 1910. Trichophyton glabrum ingår i släktet Trichophyton och familjen Arthrodermataceae.   Inga underarter finns listade i Catalogue of Life.